# Энгельгарт, Франц Ксавер
Энгельгарт, Франц Ксавер (нем. Engelhart, Franz Xaver, 4 марта 1861, Гайзельхёринг, Нижняя Бавария — 14 июля 1924, Регенсбург, Бавария) — немецкий католический священник, церковный музыкант и композитор.

## Биография
Родился и получил начальное образование в Гайзельхёринге; обучение продолжал в Регенсбурге, в том числе с 1882 по 1887 гг. в Высшей школе теологии. С 1887 г. по 1889 г. служил капелланом в г. Фурт-им-Вальд, с 1889 по 1891 гг. - кюре при больнице Картхаус в Регенсбурге.
В 1891 году был назначен руководителем церковной музыки в Домском соборе Регенсбурга, где до своей смерти в 1924 г. руководил хоровой капеллой, которая именно в эти годы получила широкую известность. В 1910 г. он осуществил первый большой концертный тур (в Прагу) хора мальчиков регенсбургского домского собора «Regensburger Domspatzen», тогда же получившего своё название. с 1903 г. также занимал пост президента ассоциации Св. Цецилии (объединение приходских хоров католической церкви в Германии) Регенсбургской епархии.
Известно о 102 его духовных сочинениях, большинство из которых мало известно, а также о нескольких светских песнях. Среди наиболее популярных его песнопений - «Wenn ich ein Glöcklein wär» («Ave Maria с колокольчиками»).